# Kohlberg (Baden-Württemberg)
Kohlberg è un comune tedesco di 2 311 abitanti, situato nel land del Baden-Württemberg.